# 대한결핵협회
대한결핵협회(大韓結核協會, Korean National Tuberculosis Association)는 결핵에 관한 조사·연구와 예방 및 퇴치사업을 수행하기 위하여 설립된 법인이다. 서울특별시 서초구 바우뫼로6길 57에 있다.

## 설립 근거
- 결핵예방법[4]

## 연혁
- 1953년 11월 6일 대한결핵협회 창립
- 1954년           국제항결핵 및 폐질환 연맹(The International Union Against Tuberculosis and Lung Disease) 가입
- 1955년           사단법인 등기, 시·도 지부 설치 착수
- 1961년           시·도 지부 설치 완료
- 1962년           중앙결핵검사소 창설, 결핵균 검사사업 착수
- 1963년           본회 청사 신축 이전 (서울특별시 중구 충무로 3가 59-11)
- 1964년           9개 시도 결핵 검사소 설치, 검사요원 배치
- 1965년           제1차 전국결핵실태조사 실시 (결핵 유병률 5.1%)
- 1970년           결핵연구원 설립, 제2차 전국결핵실태조사 실시 (결핵 유병률 4.2%)
- 1974년           현 본부청사 준공 이전 (서울특별시 영등포구 당산동 6가 121-150)
- 1976년           제10차 국제항결핵 및 폐질환 연맹 동부지역 회의 개최
- 1980년           UN 아시아 및 태평양 경제사회위원회(UN Economic and Social Commission for Asia and Pacific)에 개발도상국을 위한 결핵관리 훈련기관으로 결핵연구원 등재
- 1984년           국제결핵관리 정보조사기구(TSRU : Tuberculosis Surveillance Research Unit) 가입
- 1987년           비시지 생산 시설 준공 (서울특별시 우면동 14번지)
- 1989년           결핵연구원 청사 준공 (서울특별시 우면동 14번지)
- 1995년           결핵연구원이 WHO결핵연구, 교육훈련 및 자문검사소 역할·협력기관 지정. 결핵연구원이 WHO 약제 내성감시체계국제자문검사소 지정
- 1996년           한국국제협력단(KOICA)과의 공동협력으로 국제결핵관리 간호사연수과정 신설
- 1997년           국제결핵관리정보조사기구(TSRU) 국제회의 개최
- 1998년           "한국결핵사" 발간. WHO와 국제 결핵균 검사 연수 실시
- 2000년           결핵정보감시체계 출범, 남북협력위원회 발족. 국가결핵관리 정보감시체계 구축
- 2001년           학교순회 흡연예방교육 사업시작
- 2005년 2월 16일 국제결핵연구센터(ITRC) 설립
- 2006년 11월 16일 국제결핵관리 영상정보시스템(PACS) 출범
- 2007년 11월 6일 국민보건향상을 위한 '고객헌장'제정
- 2008년           전국 환자발견사업용 이동검진차량 25대 현대식 Digital 영상진단장치 설치운영
- 2010년           결핵연구원 오송생명과학단지 이전 및 본부 청사(우면동) 이전
- 2011년           노숙인 결핵시설 「미소꿈터」 개소. 취약계층 one-stop 결핵검진 실시
- 2012년           에티오피아 결핵예방 및 퇴치사업 착수

## 주요 업무
- 결핵 및 호흡기질환의 예방과 퇴치를 위한 계몽,홍보,교육
- 결핵 및 호흡기질환에 관한 학술의 연구 및 발표와 국제교류
- 결핵예방접종 백신(BCG) 및 결핵감염진단시약(PPD)의 생산과 연구
- 후천성면역결핍증의 예방을 위한 홍보
- 금연에 관한 홍보 및 교육 등
- 기타 본회의 목적달성을 위하여 필요한 사업으로서 보건복지부 장관의 승인 또는 위탁을 받은 사업

## 조직

### 감사

#### 사무총장
| - 총무과 - 기획예산감시과 - 사업운영과 | - 홍보과 - STOP-TB협력과 | - 법인모금사업과 - 일반모금사업과 |

## 소속기관
- 결핵연구원

## 지부

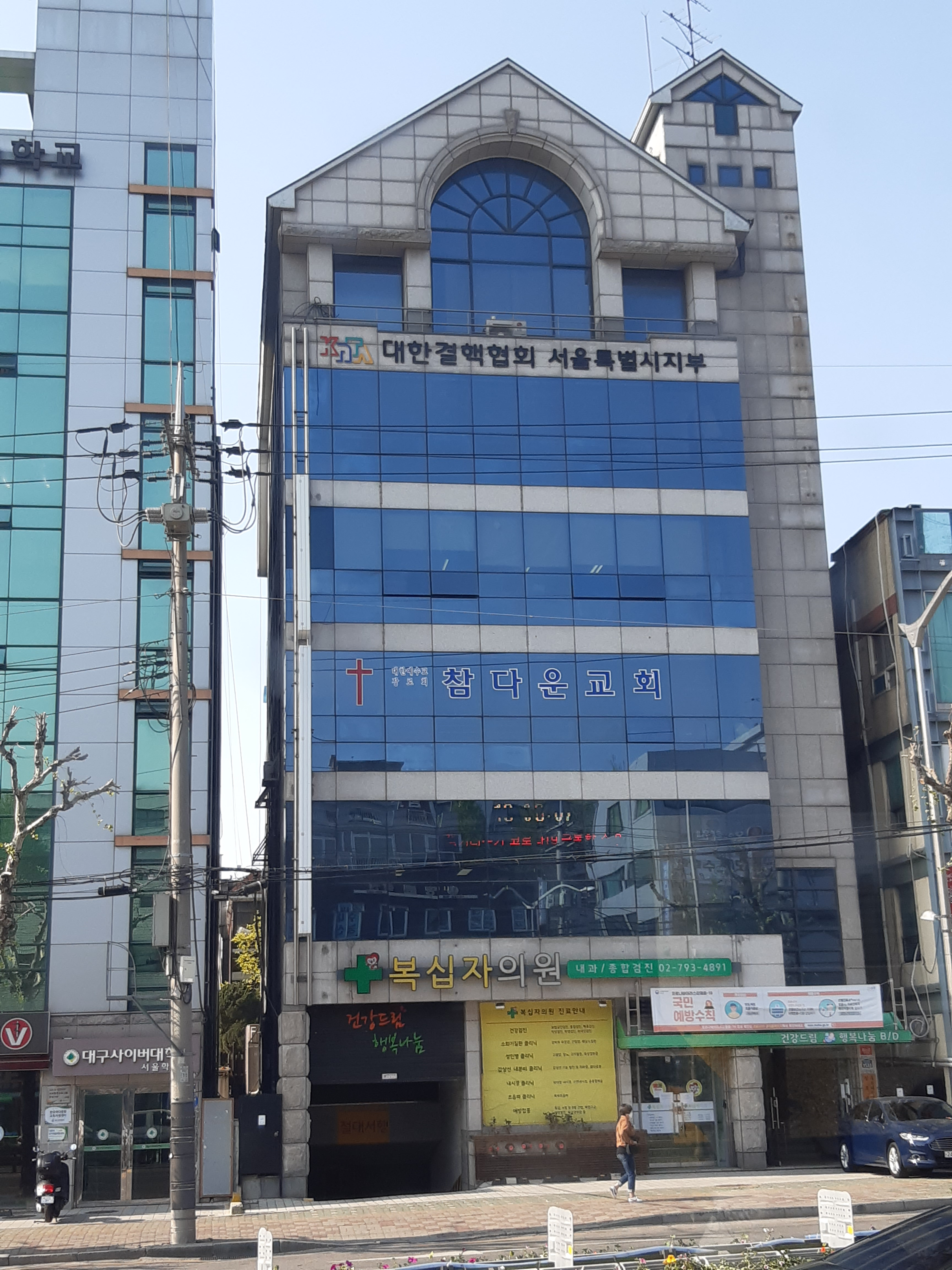
대한결핵협회 서울지부

| - 서울특별시지부 - 인천광역시지부 - 경기도지부 | - 강원특별자치도지부 | - 충청북도지부 | - 대전·세종·충남지부 | - 전라북도지부 | - 광주·전남지부 | - 대구·경북지부 | - 부산광역시지부 - 울산·경남지부 | - 제주특별자치도지부 |